# Perdita rhodura
Perdita rhodura är en biart som beskrevs av Cockerell 1897. Perdita rhodura ingår i släktet Perdita och familjen grävbin. Inga underarter finns listade i Catalogue of Life.